# Oiba
Oiba es un municipio del departamento de Santander en Colombia ubicado al sur del departamento en el territorio de la Hoya del río Suárez. Tiene constituido un corregimiento: Puente Llano.
Es conocido como “Pueblito Pesebre de Colombia”. Está ubicado a 151 km de Bucaramanga. Famosa por sus artesanías de caolín y el templo de San Miguel. En sus alrededores es posible encontrar parajes naturales con caídas de agua, balnearios y cuevas como la de Cachalú.
Los políticos colombianos del siglo XIX, Vicente Azuero, y su hermano el presbítero Juan Nepomuceno Azuero nacieron en esta localidad.

## Toponimia
Durante los primeros años tras su fundación sirvió como pueblo de indios con el nombre de Poima o Floiba, que era el que recibía la comarca en su conjunto. La actual denominación la recibió en 1625. 

## Historia
El cacique nombrado Oiba fue identificado en 1540 por la hueste del Capitán Martin Galeano que recorrió la provincia de los indios Guanes. Este nombre propio se convirtió en el topónimo que hoy designa al municipio caracterizado por los yacimientos arqueológicos de origen Guane que han sido excavados. Al igual que los demás dad de Vélez. Se sabe el primer encomendero de los caciques de Oiba y Cuyamata fue Juan Quintero, un soldado que vino al Nuevo Reino con la Huested de Federman y avecindó en la Ciudad de Vélez.
Pero en el año de 1623 los caciques de las parcialidades congregadas en el pueblo de Poazaque se concertaron con el presbítero Juan de Cuadros Rangel para sostener una capilla doctrinera propia, a la cual contribuirian los blancos de las inmediaciones. Estos blancos pidieron al Arzobispo que la congregación de Poasaque;fuese erigida en Parroquia con el nombre de "Oiba". Dos años después, el provisor general del Arzobispo aprobó esta erección parroquial, y conminó al feligresado para edificar un templo nuevo, a sostener las tres cofradías en las cuales pagaría lo mismo el blanco que el indio y a celebrar la fiesta del Arcángel San Miguel que ya era venerada por los indios.
A mediar el siglo XVIII ya el poblamiento de campesinos blancos y mestizos desbordaba con creces los niveles mantenidos por la población indígena. Este campesinado presionaba a su organización en parroquia. La real Audiencia ordenó en 1753 que los indios del pueblo de Oiba se redujeran a vivir en el Pueblo de Chitaraque. El pueblo de oiba debería funcionar de ahora en adelante como sede de una parroquia cuya erección formal debería ser tramitada. El primero de febrero de 1796 compareció un grupo de vecinos de la Parroquia de San Miguel de Oiba otorgando su poder a Don Alberto Tavera para que solicitará en la Curia Diocesana la erecciformal de la parroquia y el nombramiento del primer cura. Examinada la petición en la Curia, el promotor fiscal expresó que no había que despacharles el título de parroquia porque de hecho ésta ya existía desde 1753.
En la organización republicana Oiba fue considerado un distrito parroquial del Cantón del Socorro, en la provincia del mismo nombre. Pero en 1835 fue creado el Cantón de Oiba, con lo cual el distrito parroquial de su nombre adquirió el título de Villa de Oiba y se instaló en ella un jefe político Cantonal: Don Pio Arenas, con jurisdicción sobre los distritos parroquiales de Guadalupe, Sumita, Gambita y Cunacua (Olival). Al crearse en 1859 el departamento del Socorro, parte del territorio del Estado de Santander, la villa de Oiba pasó a esta nueva entidad. En 1870 el censo mostró que su población ya había llegado a 5521 habitantes. Finalmente, el nuevo ordenamiento del departamento de Santander le confirió a Oiba su condición municipal en 1887, en virtud del decreto de régimen territorial expedido por el gobernador Peña Solano. Desde entonces ha integrado la provincia del Socorro, rebautizada en este siglo con el nombre de los Comuneros.

## Geografía
Se localiza a unos 1.420 m s. n. m. de altitud, en una cañada que desciende hacia el valle del río San Bartolomé (también denominado Oibita o Llano del Burro), un afluente del Suárez, tributario, a su vez, del Magdalena. La comarca sobre la que se asienta Oiba forma parte de un área amesetada que se extiende entre dos de los ramales que conforman la cordillera Oriental colombiana en su tramo central.
La carretera Panamericana atraviesa su territorio y conecta su cabecera por el norte con las ciudades santanderinas de Socorro, Floridablanca y Bucaramanga(esta última la capital departamental), en tanto que por el sur la comunica con Tunja, cabecera del departamento de Boyacá, y Bogotá, la capital de Colombia de la que dista 235 km .
Hidrografía: el municipio de Oiba está bañado por el río Oibita que se alimenta de otras microcuencas como la (quebrada Cunacua), quebrada Guayaca (más importante afluente de la Microcuenca del Río Oibita), quebrada Olavica (afluente la quebrada Guacara), quebrada Chaguata, Quebrada Muchilera, quebrada Santuario, quebrada La Honda (quebrada Pantanera), quebrada la Flecha, Quebrada Jirigua, Quebrada la Charca, Quebrada las Minas, Quebrada Aguaidi  y quebrada Guayana.
Climatología: la temperatura en la zona más cálida del municipio es de 22,6 y 15,8 °C para la zona más fría, con base en el IDEAM la temperatura estimada es de 20,6 °C. 
Relieve: topografía es muy variable en esta zona ya que hay pequeñas regiones planas o con pendiente suave a mediana y otras de alta pendiente mayor de 25% y con muy baja vegetación natural. Se delimita un paisaje de montaña y en él se establecen diferentes tiposde relieve. El pasaje de montaña se ubica desde una latitud de 1300 m s. n. m., en sectores del río Oibita y de la quebrada la Colorada; hasta los 2200 m en el cerro Negro y en la loma San Benito; lo cual, se enmarca dentro de los climas medio muy húmedo y frío muy húmedo, caracterizados por precipitaciones en promedio anual de 2.000 a 4.000 mm y de 1.000 a 2.000 mm, respectivamente.
Suelos: de acuerdo con las condiciones biofísicas actuales de los suelos del territorio municipal de 27.872,762 ha, solo un 29.88% de las tierras permiten un uso agropecuario, evidenciando que las restantes tierras deben ser destinadas para la producción agroforestal y forestal y un 16.69% hacia la protección y conservación de los recursos naturales. En las áreas planas y ligeramente inclinadas localizadas en las tierras de aptitud agropecuaria se encuentran suelos en buenas condiciones para el desarrollo de actividades intensivas. Lasarreas onduladas e incluso las colinadas, presentan suelos con aceptables condiciones para la ganadería semi-intensiva o para usos multiestratros con prácticas de manejo.

## Límites del municipio
- Norte: con los municipios de Guapotá y Confines.
- Oriente: con el municipio de Charalá.
- Sur: con el municipio de Suaita.
- Occidente: con los municipios de Guadalupe y Guapotá.

El municipio limita territorialmente por el Norte con los Municipios de Guapotá y Confines; por el Oriente con el Municipio de Charalá; por el Occidente con los Municipios de Guadalupe y Guapotá; y por el sur con el Municipio de Suaita. El municipio tiene una extensión de 27.534,9809 ha, dista de la capital del departamento (Bucaramanga) a 151 km y de la capital del país (Bogotá) a 270 km . 
Extensión total: 287 km²
Extensión área urbana: 3 km²
Extensión área rural: 284 km²
Altitud de la cabecera municipal (metros sobre el nivel del mar): 1420
Temperatura media: 19 °C
Distancia de referencia: 158 km de Bucaramanga

## Ecología
La mayor parte del municipio corresponde a la zona de vida Bosque muy húmedo PreMontano (Bmh-PM) que cuenta con altitudes de 1.100 hasta1.865 m s. n. m. y el rango de temperatura oscila de 22.6 °C en la parte más baja a 18 °C en la más alta y con un régimen de lluvias de 2.000 a 4.000 mm anuales, es decir, corresponde a la Provincia de Humedad Perhúmedo.
En esta formación están incluidas las veredas Bejuca, Peñuela, Pedregal, Venta de Aires, San Pedro, Palo Blanco, Pie de alto, Volador, Santarita, Guayabito, Monjas, la Gloria, y La Retirada, a excepción de la zona más alta, Canoas, Chiquinta, Loma de Hoyos y San Vicente, Poazaque, Santamaría, Muchilas, Amanzagatos, Barroblanco, la charca y Macanal, exceptuando la parte alta del Cerro Platanillo y Portachuelo y gran parte de Macanillo y Carboraque, a excepción de Cerro Negro y Loma San Benito parte alta.
La vegetación constituida por las siguientes especies: pomarroso, arrayán, mulato, guamo, cedro, balso, chinin, amarill, tuno, manchador, camadero, anaco, galapo, cañabrava, escobo, rabo de zorro . 
Actualmente en esta región se hallan cultivos de café, caña, pastos naturales y algunos mejorados y yuca principalmente.
La fauna está representada principalmente por picur (Dasyproeta sp), conejo (Silvilagos sp), fara, comadreja, ardilla, serpientes, sapos, lagartijas, armadillo, ratones y en muy reducido número tinajos (Agoatis), zorros, guaches (Nasua sp) y murciélagos. Las aves son principalmente mirlas (Mimus gilvus), toches (Octerus sp), perdices, garrapateros (Crotophaya ani), lechuzas, palomas, cuervos, y en menor cantidad guacharacas, pericos (Brotoyeris sp), loros, gavilanes, cernícalos (Falco sp).

## Economía
Es un Municipio con vocación agropecuaria, donde se destacan los renglones de la ganadería y los cultivos de café, caña de azúcar y cítricos. En la zona urbana se ha venido presentando un fenómeno de expansión de construcciones y desarrollo del comercio por su cercanía a la vía central nacional.
Estructura Productiva: centra su estructura productiva en las actividades agrícolas y pecuarias, denotando claramente la vocación agropecuaria del municipio; el sector minero solo representa el 1.27% de la estructura productiva.
Distribución de la Propiedad: predominio de la pequeña y mediana propiedad ha sido una constante histórica en Santander, hecho que se acentúa en los municipios localizados sobre la zona andina, donde el proceso de ocupación se ha desarrollado con mayor incidencia.En cuanto al tamaño de los predios se establece que el 53,4% de los predios son inferiores a las 5 ha, caracterizando un predominio del minifundio, el 16.35% corresponde a predios entre las 5 y las 10 ha, el 10,6% se establecen los predios en un rango entre 20 y 50 ha y solo el 5% de los predios corresponden a predios mayores a las 50 ha. 
Producción Agrícola: se realiza por núcleos familiares conformando la economía de los pequeños productores donde predominan el minifundio y la aparcería, predominando los cultivos de café, caña, yuca y maíz. De estas actividades tienen como principal importancia los cultivos de café, caña panelera y en menor porcentaje yuca y maíz. Además de la implementación en los últimos años de nuevos cultivos como el lulo y el tomate de árbol. 
Producción Pecuaria: es liderada principalmente por la ganadería en la cual se manejan tres modalidades la ceba integrada, la cría con ordeño de doble propósito con razas o cruces de Cebú-criollo y la lechería especializada.
Ceba integrada 40% 
Doble propósito 58% 
Lechería especializada 2% 
La ganadería conlleva a utilizar áreas de pastos los cuales representan el 63.5% de las tierras del municipio, pese a su representabilidad no son manejadas de la mejor forma dando una productividad muy baja.
Otras Especies: porcinos, donde se encuentran las razas de Landrace y Pietran y mezclas de Duroc, con un tipo de explotación de ceba tecnificada y tradicional. Se encuentra gran variedad y explotación de pequeñas especies tales como, conejos, ovinos, caprinos, aves de postura y de engorde.
Actividad Piscícola: las características del medio natural, su climatología, hidrológica temperatura y humedad han hecho del municipio de Oiba un sitio propicio para el desarrollode la actividad piscícola, la cual se desarrolla en mayor parte en las veredas del municipio. Se puede inferir que aproximadamente el 70% del territorio rural de Oiba, tiene estanques piscícolas como actividades complementarias a las agrícolas y pecuarias, siendo estos pequeños estanques de producción tradicional. Las variedades sembradas y producidasen el municipio son la mojara plateada y roja, cachama y la carpa en mínima cantidad. En esta actividad se recomienda el apoyo e implementación de nueva tecnología en explotación y programas de comercialización. En la actualidad el municipio adelanta gestiones ante el INCODER para la recuperación de las instalación previstas para el funcionamiento de un centro de acopio piscícola desde la producción de semillas hasta la comercialización. De igual forma se prevé adelantar estudios previos para la implementación de esta actividad a los productores.
Actividad Apícola: es la actividad que ha caracterizado a nivel nacional al municipio de Oiba pues su producción se establece en un número de colmenas de 1420, que arrojaron una producción de miel de 43 t, en el periodo 1998-1999, según información del URPA.
En el municipio existe una asociación de mujeres campesinas MUCAPVI, integrada por 27 emprendedoras que se dedican a la producción de miel de abejas, café, cacao, horticultura, artesanías y cría de especies menores

## Vías de comunicación
Aéreas: Ninguna 
Terrestres: la ubicación geográfica y estratégica del municipio, sobre la vía nacional juega un factor importante y principal dado que esta es la vía de comunicación con los municipios vecinos, veredas y capitales del departamento y nación. Sobre esta se localizan y concurren las actividades económicas y de intercambio económico convirtiendo a Oiba en un centro de acopio. 
El cargue y descargue de pasajeros con destino a diferentes ciudades de las empresas (Copetrán, Reina, Omega, Transander entre otras) se realiza en el terminal de transpportes; de igual forma La empresa Cotrasaravita quien tiene su base de llegada y salida en el municipio, presta el servicio de transporte rural, urbano e intermunicipal y envío de encomiendas contando con diferentes tipos de vehículos (taxi, camionetas, busetas etc.). Este control se realiza en conjunto la policía de carreteras e inspección de policía y tránsito. 
Las vías de comunicación rural presentan condiciones topográficas que implican un mantenimiento rutinario (perfilado, cuneteo y nivelación) para adelantar estas actividades, el municipio cuenta con un parque automotor en la actualidad y en servicio integrado por (Una motoniveladora, una volqueta, una retro excavadora y un vibrocompatador) con actividades periódicas para garantizar el acceso a todas las veredas del municipio.

## Música
- Banda de la Escuela Normal Superior de Oiba

- Banda de la Escuela Industrial de Oiba
- Banda Sinfónica Municipal
- Los Luceros de Oiba
- Germán Quiroga y su grupo Carisma (Los Cucarachos)
- José Quiroga
- Carlos Didier Andrés Martínez Pardo, percusionista del grupo Puerto Candelaria, ganadores del LATIN GRAMMY 2019 en la categoría Cumbia/Vallenato, con la producción musical "Yo me llamo Cumbia"
- Karem Taiana Galvis (Karen Galbar) Canta-autora y productora musical
- Pablo Báez (Ban Paul) Productor musical de música electrónica y urbana

## Sitios de interés
- Sitios turísticos

- La Cueva Cachalú
- Las Cascadas de Chaguatá
- Parque Principal con su iglesia San Miguel Arcángel.
- Complejo deportivo municipal (Estadio, coliseo cubierto, pista bmx, piscina)
- Mirador la loma
- Río Oibita.
- Minas de Caolín (arcilla blanca)

## Artesanías
- Artesanías de Caolín (barro blanco) - Iglesias de cerámica
- Balcones y chimeneas
- Canastos en caña brava y chusque

## Colegios
- Institución Educativa San Pedro
- Institución Educativa Eduardo Rueda Barrera
- Escuela Normal Superior Oiba
- Escuela Industrial Oiba

## Gastronomía
- Miel de abeja
- Arepas Carisecas
- Hormigas Culonas
- Guarapo de panela, chicha preparada con diferentes cereales, especialmente de maíz.
- Dulces de pastilla de los cuales se destacan los de leche, arroz, guayaba, apio, piña, entre otros.
- Cuajada con melao
- Envueltos de arroz
- Tamales santandereanos
- Arepas de maíz pelao
- Carne oreada, sobrebarriga, cola y lengua sudada, cabrito y sus derivados, mute, los chorizos y las rellenas.
- Molidos de maíz.
- Sancocho de gallina criolla con chorotas.
- Changua: caldo de papa con leche, huevo y cilantro; se acompaña con arepa (Santandereana) hecha de maíz pelao, yuca y chicharrones.